# Leptogaster nitida
Leptogaster nitida là một loài ruồi trong họ Asilidae. Leptogaster nitida được Macquart miêu tả năm 1826.